# Robert Sidney Buck
Robert Sidney Buck (27 de noviembre de 1884-15 de mayo de 1960), también conocido como Sidney Buck o Sid Buck, fue un futbolista inglés que integró las selecciones nacionales tanto de Argentina como de Uruguay.

## Carrera
Sid Buck comenzó jugando en el Townley Park Football Club, equipo de su país, Inglaterra. En 1905, junto a sus hermanos Fred y Harold, pasan al Dulwich Hamlet (equipo que sigue practicando el deporte en la actualidad). Allí se mantiene hasta 1908, cuando pasa al New Crusaders, otro equipo inglés.
Ya para 1909 Sidney Buck decide pasar al Montevideo Wanderers de Uruguay, y juega hasta 1910 dónde logra salir campeón de Primera División.
Tras un breve paso en su regreso a Inglaterra por el Townley Park, en 1911 decide volver a América del Sur y esta vez para jugar en Quilmes, equipo de Argentina. Allí logró salir campeón, al igual que en Uruguay, del campeonato de Primera División de 1912.

## Clubes
| Club                 | País       | Año         |
| -------------------- | ---------- | ----------- |
| Townley Park         | Inglaterra | 1904 - 1905 |
| Dulwich Hamlet       | Inglaterra | 1905 - 1908 |
| New Crusaders        | Inglaterra | 1908 - 1909 |
| Montevideo Wanderers | Uruguay    | 1909 - 1910 |
| Townley Park         | Inglaterra | 1911        |
| Quilmes              | Argentina  | 1911 - 1912 |

## Selecciones nacionales

### Carrera
Buck pertenece al reducido grupo de futbolistas que han defendido más de una selección nacional.
Hizo su debut para Uruguay en 1909 en contra Argentina en un partido de la Copa Newton en Montevideo. Más tarde representó a Uruguay en la Copa Centenario Revolución de Mayo, también conocida de forma extraoficial como Copa América de 1910, disputada en Buenos Aires y en la cual fue autor de un gol.
En 1912 Buck jugó un partido representando a Argentina frente a Uruguay por la Copa Honor en Montevideo.

### Estadísticas
| Selección     | Año           | Copa Newton | Copa Newton | Copa Sudamericana | Copa Sudamericana | Revolución de Mayo | Revolución de Mayo | Copa de Honor Uruguaya | Copa de Honor Uruguaya | Total | Total | Media goleadora |
| Selección     | Año           | PJ          | G           | PJ                | G                 | PJ                 | G                  | PJ                     | G                      | PJ    | G     | Media goleadora |
| ------------- | ------------- | ----------- | ----------- | ----------------- | ----------------- | ------------------ | ------------------ | ---------------------- | ---------------------- | ----- | ----- | --------------- |
| Absoluta      | 1909          | 1           | 1           | -                 | -                 | -                  | -                  | -                      | -                      | 1     | 1     | 1               |
| Absoluta      | 1910          | -           | -           | 1                 | 1                 | 1                  | 0                  | -                      | -                      | 2     | 1     | 0.5             |
| Absoluta      | Total         | 1           | 1           | 1                 | 1                 | 1                  | 0                  | -                      | -                      | 3     | 2     | 0.67            |
| Absoluta      | 1912          | -           | -           | -                 | -                 | -                  | -                  | 1                      | 0                      | 1     | 0     | 0               |
| Absoluta      | Total         | -           | -           | -                 | -                 | -                  | -                  | 1                      | 0                      | 1     | 0     | 0               |
| Total carrera | Total carrera | 1           | 1           | 1                 | 1                 | 1                  | 0                  | 1                      | 0                      | 4     | 2     | 0.5             |

## Palmarés
| Título                        | Club                 | País       | Año  |
| ----------------------------- | -------------------- | ---------- | ---- |
| Surrey Senior Cup             | Dulwich Hamlet       | Inglaterra | 1906 |
| Primera División de Uruguay   | Montevideo Wanderers | Uruguay    | 1910 |
| Primera División de Argentina | Quilmes              | Argentina  | 1912 |